# Sa dernière course
Pour plus de détails, voir Fiche technique et Distribution.
Sa dernière course (Salty O'Rourke) est un film américain en noir et blanc réalisé par Raoul Walsh, sorti en 1945.

## Synopsis
Salty O'Rourke, un parieur, doit beaucoup d'argent à Doc Baxter. Pour le rembourser, il met ses dernières ressources dans l'achat du cheval de course, Whipper, qu'il veut faire courir en Californie. Il s'associe avec Johnny, un jeune jockey. Mais Johnny va tomber amoureux de Barbara Brooks, laquelle lui préfère Salty.

## Fiche technique
- Titre original : Salty O'Rourke
- Titre français : Sa dernière course
- Réalisation : Raoul Walsh, assisté d'Oscar Rudolph
- Scénario : Milton Holmes
- Musique : Robert Emmett Dolan
- Direction artistique : Hans Dreier, Haldane Douglas
- Décors : John MacNeil
- Costumes : Dorothy O'Hara
- Effets visuels : Harry Perry
- Son : Earl Hayman, Walter Oberst
- Photographie : Theodor Sparkuhl
- Montage : William Shea
- Producteur associée : E. D. Leshin
- Société de production et de distribution : Paramount Pictures
- Pays de production :  États-Unis
- Langue originale : anglais américain
- Format : noir et blanc — 35 mm — 1,37:1son : mono (Western Electric Recording)
- Genre : comédie dramatique
- Durée : 100 minutes
- Dates de sortie : 
  - États-Unis : 22 mars 1945 (première en Arizona)
  - France : 2 février 1949

## Distribution
- Alan Ladd : Salty O'Rourke
- Gail Russell : Barbara Brooks
- William Demarest : Smitty
- Bruce Cabot : « Doc » Baxter
- Spring Byington :	Mme Brooks
- Stanley Clements : Johnny Cate

Acteurs non crédités
- Arthur Loft : Joe
- Jean Willes : l'autre fille

## Distinctions
- Oscars 1946 : Milton Holmes nommé pour l'Oscar du meilleur scénario original